# Памятник Максиму Горькому (Сочи)
Памятник Максиму Горькому в Сочи, находящийся на перекрёстке улиц Горького, Карла Либкнехта и Советской, был открыт 17 июня 1956 года к 20-й годовщине смерти писателя. Скульптор — А. И. Колобов. Прообразом скульптуры стал десятиклассник Виталий Игнатенко, в будущем почётный гражданин города Сочи.